# George Tucker (Rennrodler)
George Franklin Tucker (* 15. Dezember 1947 in San Juan) ist ein ehemaliger puerto-ricanischer Rennrodler.
Tucker nahm als erster puerto-ricanischer Athlet in der Geschichte an Olympischen Winterspielen teil. Er startete bei den Olympischen Winterspielen 1984 in Sarajevo im Rennrodel-Einsitzer-Wettbewerb, wo er den 30. und damit letzten Rang belegte. Auch vier Jahre später nahm er an den Olympischen Winterspielen in Calgary teil. Dieses Mal wurde er 34., konnte jedoch mit Raymund Ocampo von den Philippinen und Bart Carpentier Alting von den Niederländischen Antillen zwei Sportler hinter sich lassen. Zudem war mit Raúl Muñiz, der auf Platz 31 landete, ein weiterer Athlet aus Puerto Rico im Rennrodeln am Start.
Tucker war zu dieser Zeit Doktorand der Physik an der Wesleyan University. Er wurde später von Sports Illustrated als „übergewichtig, aber schlagfertig“ und als „Lieblingsverlierer der Presse“ beschrieben. Trotz seines letzten Platzes soll er in den Vereinigten Staaten viel mehr Presse bekommen haben als der Olympiasieger Paul Hildgartner aus Italien.